# Jill Halfpenny
Jill Halfpenny (Gateshead, 15 juli 1975) is een Britse actrice.

## Biografie
Halfpenny studeerde van 1994 tot en met 1996 aan de Webber Douglas Academy of Dramatic Art in Londen. Hierna studeerde zij aan de toneelschool First Act Theatre in Gosforth en Reavley Theatre School in Gateshead. Zij was van 2007 tot en met 2010 getrouwd met acteur Craig Conway met wie zij een zoon heeft (2008).
Halfpenny begon in 1989 als jeugdactrice met acteren in de televisieserie Byker Grove, waar zij in 29 afleveringen speelde. Hierna speelde zij nog meerdere rollen in televisieseries en films. Zij is vooral bekend van haar rol als Kate in de televisieserie EastEnders, waar zij in 185 afleveringen speelde (2002-2005). Naast het acteren voor televisie is zij ook actief in lokale theaters.

## Filmografie

### Films
Uitgezonderd korte films.
- 2018 Walk Like a Panther - als Lara 'Liplock' Anderson
- 2017 Ghost Stories - als Peggy Van Rhys
- 2014 Beautality - als Pam St. Clair
- 2011 How to Stop Being a Loser - als Christina
- 2000 Command Approved - als helikopterpilote

### Televisieseries
Uitgezonderd eenmalige gastrollen.
- 2022 Everything I Know About Love - als Roisin - 6 afl.
- 2022 The Holiday - als Kate - 4 afl.
- 2021 The Drowning - als Jodie - 4 afl.
- 2017-2020 Liar - als Jennifer Robertson - 5 afl.
- 2019 Dark Money - als Sam - 4 afl.
- 2019 Year of the Rabbit - als Flora Wilson - 4 afl.
- 2017 Three Girls - als Julie Winshaw - 3 afl.
- 2014-2016 In the Club - als Diane - 12 afl.
- 2015 Humans - als Jill Drummond - 6 afl.
- 2014 Babylon - als Davina - 7 afl.
- 2013 Lightfields - als Martha Felwood - 5 afl.
- 2012 Wild at Heart - als Fiona - 3 afl.
- 2011 Mount Pleasant - als Emma - 3 afl.
- 2006-2007 Waterloo Road - als Izzie Redpath - 20 afl.
- 2002-2005 EastEnders - als Kate - 185 afl.
- 2002 Breeze Block - als ?? - 5 afl.
- 1999-2000 Coronation Street - als Rebecca Hopkins - 18 afl.
- 1999 Peak Practice - als Kelly - 7 afl.
- 1998 Touching Evil - als Annie Jordan - 2 afl.
- 1989-1992 Byker Grove - als Nicola Dobson - 29 afl.

- Gemeinsame Normdatei: 1162569972
- Virtual International Authority File: 681153184538027100003
- WorldCat: E39PBJdMgTQvM49qmqrJMrfpfq